# Myitkyina
Myitkyina (birmà မြစ်ကြီးနားမြို့) és una ciutat i municipi de Birmània (Myanmar), capital de l'estat Kachin, del districte de Myitkyina i del twonship de Myitkyina. El nom en birmà vol dir "Prop del gran riu". La ciutat està situada a l'oest del riu Irauadi (Ayeyarwady), a uns 40 km al sud de Myit-son (nom que en birmà vol dir "confluència") on s'uneixen els rius Malikha i N'maikha que formen el gran riu. És la ciutat amb port fluvial i estació de ferrocarril més al nord del país. Es calcula que modernament té uns 150.000 habitants (el 1901 tenia 3.618 habitants) i és seu de l'administració de l'estat, districte, township i municipi. La població és una barreja de katxins, xans i birmans, a més de minories xineses, índies i altres pobles. La llengua més estesa és el katxin o jingpo però els bamars (birmans) utilitzen la llengua pròpia que per imposició és entesa per tots els no birmans. La religió general és el budisme. L'aeroport de Myitkyina als afores de la ciutat té com codi IATA: MYT i com codi ICAO: VYMK.

## Història
El febrer de 1886 les autoritats de Mogaung, de les que depenia Myitkyina, es van sotmetre als britànics. La subdivisió de Myitkyina es va formar el 1891. El 1892-1893 una columna de la policia militar concentrada a Talawgyi, un poble al sud de Myitkyina a la part oriental de l'Irauadi, va vèncer l'oposició dels katxins i va poder establir una posició militar a Sima. Al mateix dia que Sima quedava sota control, els sana katxins atacaven sobtadament Myitkyina (desembre de 1892); la casa de l'oficial de la subdivisió fou cremada i el subadar major dels Mogaung Levies (reclutes locals de Mogaung) va morir d'un tret; mentre els katxins van rodejar Sima; el comandant Morton que dirigia les forces en aquest lloc fou mort a la lluita quan retirava un piquet i el seu cos va poder ser portat a la fortalesa pel metge militar Lloyd, que després va rebre la creu Victòria per aquest acte. Restablerta la situació a Myitkyina, es va enviar policia militar a Sima i al mateix temps una columna que havia estat enviada al sud del Taping fou cridada al nord per servir de distracció als katxins; tot i així la situació no s'arranjava i els katxins seguien amenaçant Sima; es van haver d'enviar 1.200 soldats que després de diverses lluites, en les que van morir uns quants oficials britànics, van obligar els katxins a retirar-se a Palap al sud de Sima.
El 1895 es va formar el districte de Myitkyina. Aquell mateix any fou enviada una expedició per castigar els sana katxins pel seu atac a la vila de Myitkyina el desembre del 1892 i 24 pobles van haver de pagar fortes multes per haver participat en l'atac.
Durant la II Guerra Mundial els japonesos van ocupar la població i l'aeròdrom (8 de maig de 1942); aquest darrer va esdevenir base de la força aèria imperial i va patir nombrosos atacs dels aliats. El 6th Ranger Battalion-5307th Composite Unit (provisional) coneguts com a Merrill's Marauders, va recuperar l'aeroport el 17 de maig de 1944. La població fou reconquerida l'agost del 1944 per les forces aliades sota el general Joseph Stilwell, les forces locals de la resistència i forces nacionalistes xineses retirades a la zona, després d'un llarg setge i de lluites contra forces japoneses (sota el general Masaki Honda). El darrer terç del segle XX fou el centre de l'exèrcit birmà en la seva lluita contra els nacionalistes katxins encapçalats per l'Organització d'Independència Katxin i la seva branca armada l'Exèrcit de la Independència Katxin (KIA).